# Общесоюзный дом моделей одежды
Общесоюзный дом моделей одежды (ОДМО) на Кузнецком Мосту был основан в 1944 году.

## История

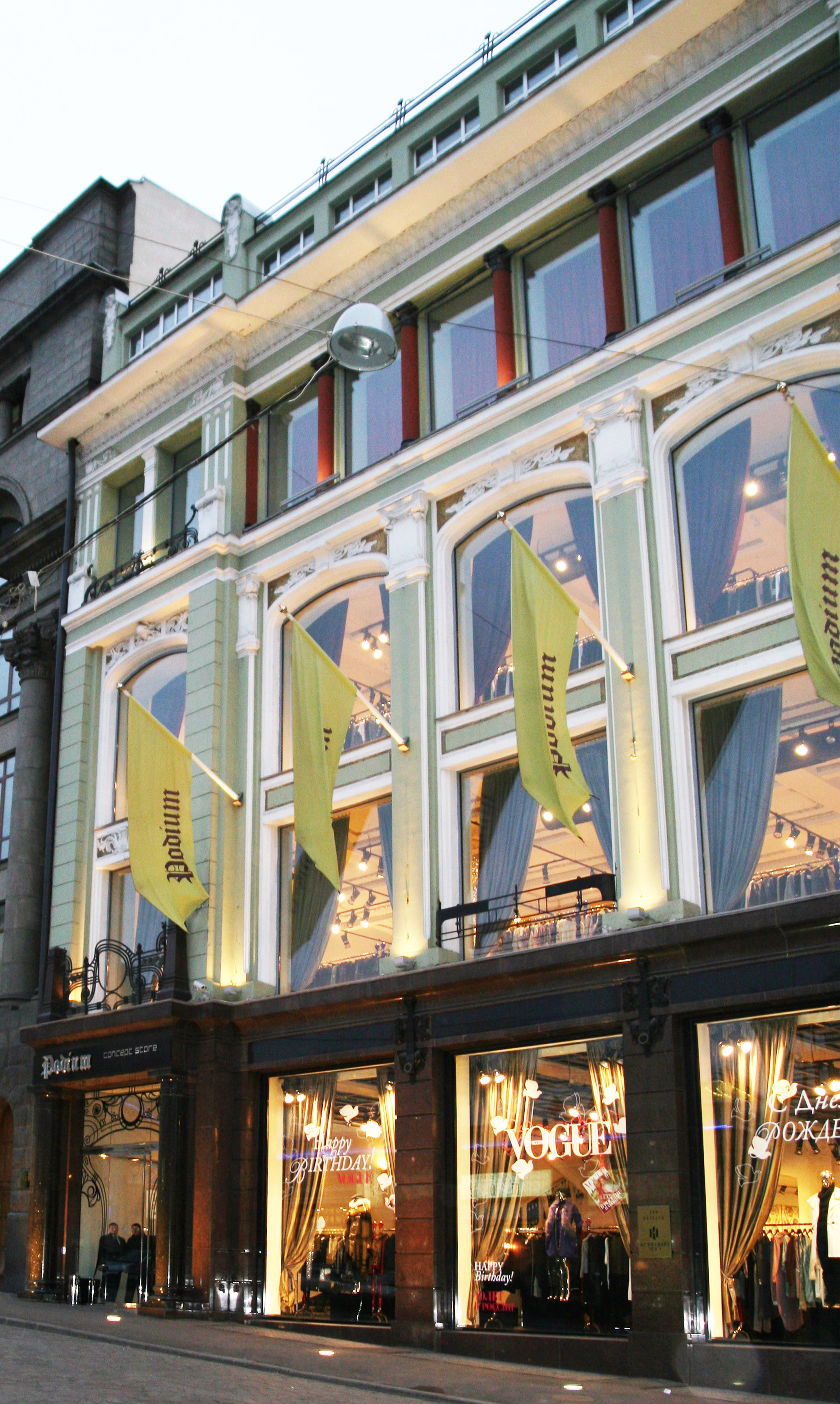
Здание торговой фирмы А. М. Михайлова

Основан в 1944 году, еще во время Великой Отечественной войны, по решению Правительства СССР.
У его истоков стояла Надежда Ламанова. Она сумела обобщить исторический путь развития моды в России, соединить его в единое целое с творческими направлениями и принципами организации работы ведущих дореволюционных и современных известных Домов высокой моды и прет-а-порте. Она создала особый мир творческого интеллектуального исследования образа современности. Надежда Ламанова имела общественное признание, являясь «Поставщиком Двора Ея Императорского Величества». В 1925 году, совместно со скульптором Верой Мухиной, Н. Ламанова была удостоена Гран-при Всемирной художественно-промышленной выставки в Париже.
Надежда Ламанова до открытия ОДМО не дожила — её не стало в 1941 году, ей было 79 лет.
Дом мод на Кузнецком Мосту манил женщин показами моделей и особенно продажей готовых выкроек. Его верхний зал украсили 50 деревянных фигур, представлявших историю костюма со времен древнейших цивилизаций.
Общесоюзный дом моделей пользовался большой известностью во всём мире.
В 2002 году дом моделей был куплен коммерческой организации и прекратил свое существование 
Этот дом можно увидеть в кинофильме «Девушка без адреса» (1957).